# Gehrdener Berg
Der Gehrdener Berg ist ein bis zu 155 m ü. NHN, 4,5 km langer und bewaldeter Höhenzug des Calenberger Landes, an dessen Osthang die Stadt Gehrden in der Region Hannover liegt. Seine höchste Erhebung ist der Burgberg.

## Geographie

### Lage
Der Gehrdener Berg liegt im Calenberger Land zwischen den Höhenzügen und Erhebungen Benther Berg (173,3 m) im Nordosten, Süllberg (198,2 m) im Südosten, Deister (405 m) im Südwesten und Stemmer Berg (122,8 m) im Nordwesten. Rund um den Höhenzug verteilen sich die Gehrdener Kernstadt im Osten und die Gehrdener Ortsteile Lemmie im Südsüdosten, Redderse im Westen, Leveste im Nordwesten, Ditterke im Nordnordwesten und Everloh im Nordnordosten sowie der Kernort der Gemeinde Wennigsen im Südsüdwesten und dessen Ortsteil Degersen im Südwesten.
Nach Osten und Norden fällt die Landschaft des Gehrdener Bergs zur Haferriede ab, deren Wasser durch die Möseke die westlich des Höhenzugs fließende Südaue (Levester Bach) erreicht, und nach Süden zum Wennigser Mühlbach, der in die südöstlich des Höhenzugs verlaufende Ihme mündet.
Auf ihm und seiner nördlichen und südlichen Umgebung liegt das Landschaftsschutzgebiet Gehrdener Berg (CDDA-Nr. 321028; 1968 ausgewiesen; 8,5 km² groß).

### Naturräumliche Zuordnung
Der Gehrdener Berg gehört in der naturräumlichen Haupteinheitengruppe Niedersächsische Börden (Nr. 52), in der Haupteinheit Calenberger Lößbörde (521) und in der Untereinheit Hannoversche Börde (521.0) zum Naturraum Gehrdener Lößhügel (521.01).

### Erhebungen
Die Erhebungen des Gehrdener Bergs sind – sortiert von Norden nach Süden mit Höhe in Meter (m) über Normalhöhennull (NHN; wenn nicht anders genannt laut):
- Burgberg (155 m), im Norden, zwischen Gehrden und Leveste
- Erhebung am Berggasthaus Niedersachsen (129,5 m),[2] im nördlichen Zentrum, zwischen Gehrden und Redderse
- Köthnerberg (136 m), im südlichen Zentrum, zwischen Gehrden und Redderse
- Suerser Berg (144 m), im Süden, zwischen Gehrden und Degersen
- Kniggenberg (120 m), im Süden, zwischen Gehrden und Lemmie

## Geologie

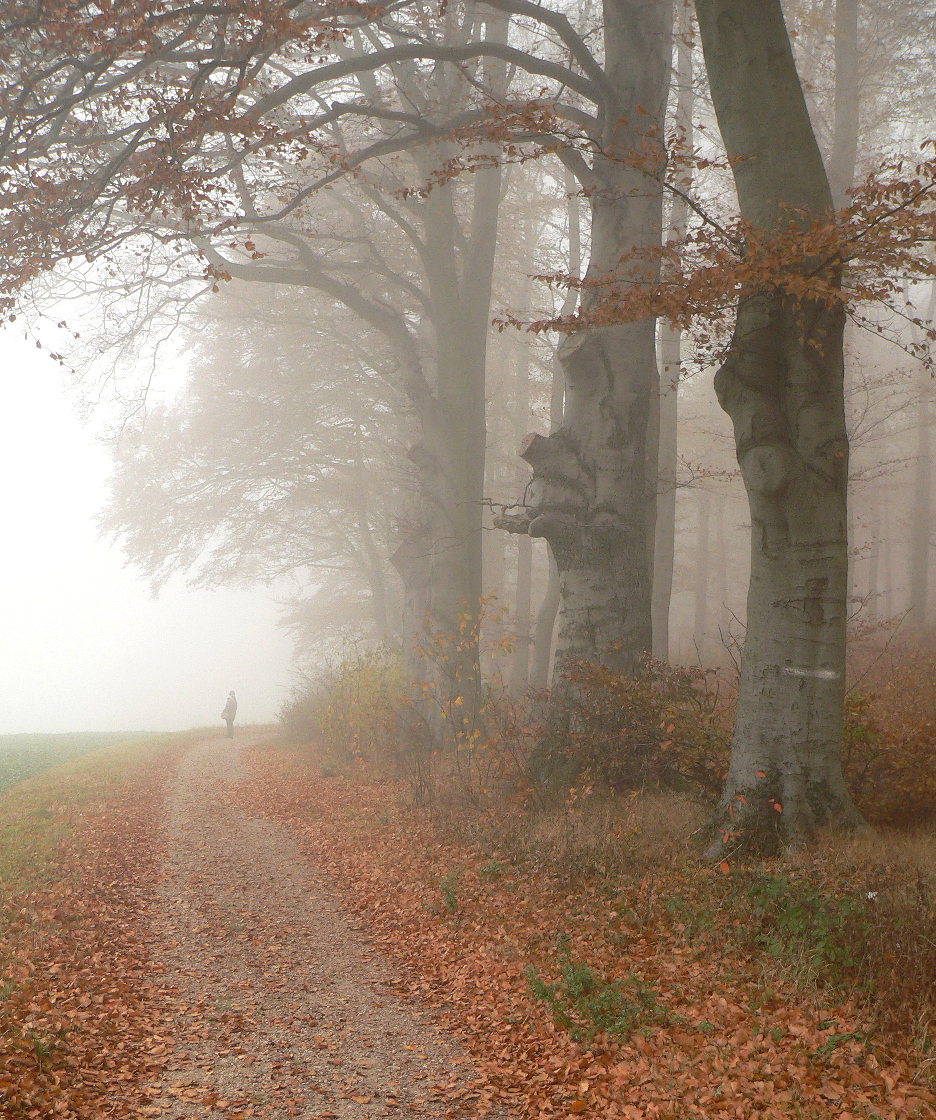
Buchenwald auf dem Gehrdener Berg (2011)

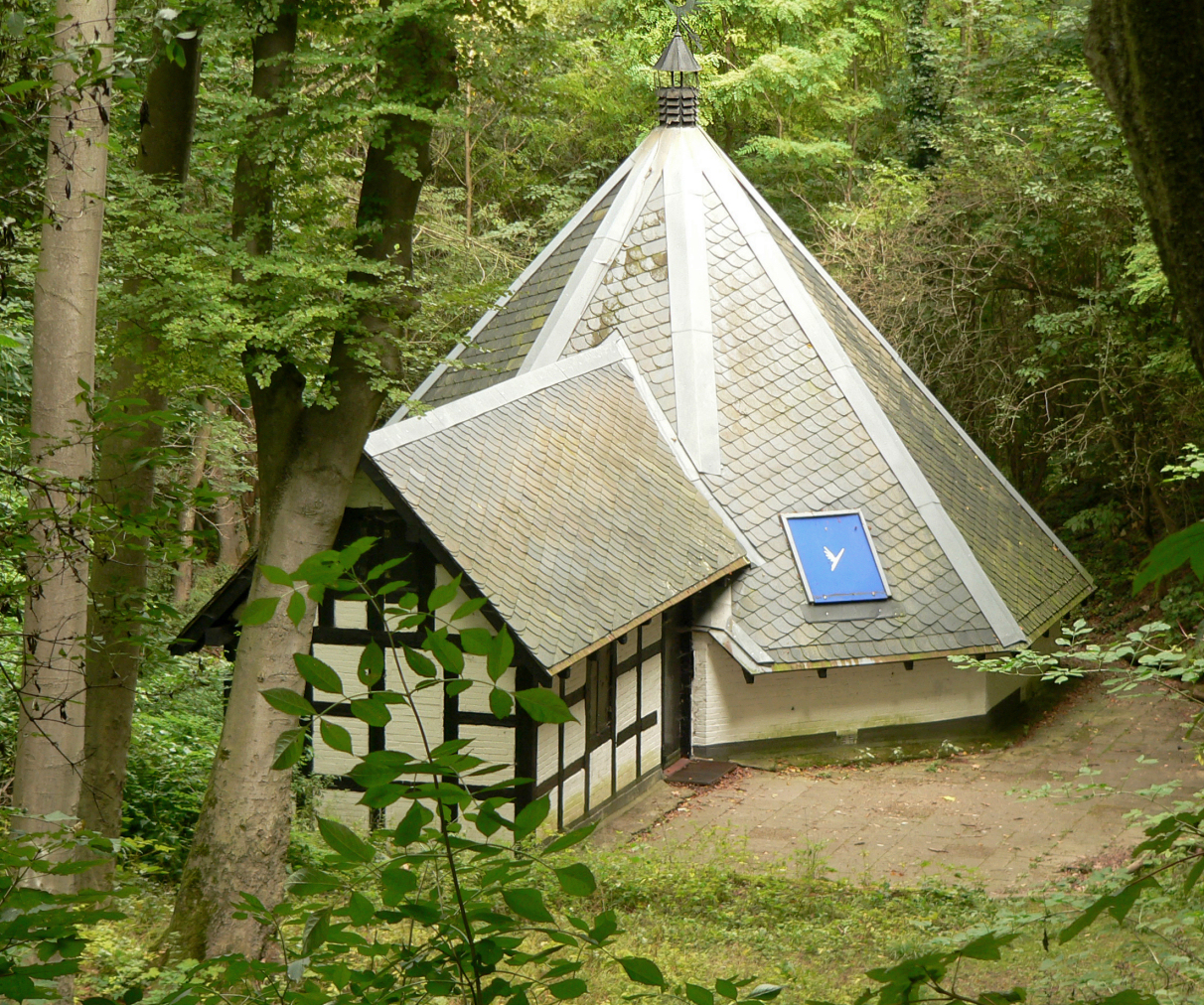
Jugendhütte auf dem Gehrdener Berg

Der Gehrdener Berg besteht aus unterschiedlichen Schichten, in denen sich die erdgeschichtliche Entwicklung des Calenberger Landes widerspiegelt. Immer wieder war das Land von Meeren bedeckt. Die bekanntesten Zeugnisse stammen aus dem Zechstein, einer Phase des Perm. Das damalige flache Meer trocknete aus und hinterließ mehrere Salzlager, die in der unmittelbaren Umgebung bei Benthe und Ronnenberg im 20. Jahrhundert abgebaut wurden.
Auch im folgenden Erdzeitalter, dem Mesozoikum, war das Calenberger Land geprägt vom ständigen Wechsel zwischen Land und Wasser. Immer wieder bedeckten Meere die Landschaft, fielen anschließend trocken und hinterließen Sedimente. Im Trias war es hauptsächlich Buntsandstein, aus dem der ganze Benther Berg besteht. In der Jurazeit und der Kreidezeit lagerten sich Ton-, Kalk-, Kalkstein- und Mergelschichten ab, die heute die Geologie des Gehrdener Berges bestimmen.
Teile der großen Tonschicht des Gehrdener Berges wurden von der Ziegelei an seinem Nordrand abgebaut und hauptsächlich zu Ziegeln gebrannt. In der Tonschicht findet sich eine Fülle von Versteinerungen, insbesondere gut erhaltene Ammoniten. In einem Fundstellenbericht des Arbeitskreises Paläontologie Hannover heißt es dazu:
„Der Gehrdener Berg ist ein klassisches Gebiet von Fossilfundstellen, das als Typlokalität für die paläontologische Forschung von Interesse ist. Die besondere Bedeutung des Höhenzugs, dessen Fossilienreichtum schon vor über 100 Jahren von Paläontologen erkannt wurde, liegt in der großen Anzahl von neuen Arten, die von dort erstmalig bekannt, benannt, beschrieben und abgebildet wurden.“
Der Kalkstein des Gehrdener Berges entstand aus einem Riff aus Moostierchen im Kreidemeer. Das poröse Gestein wurde „Luffen“ genannt, schon 1250 wurde dieses im Steinbruch am Burgberg (beim heutigen Wandervogelheim) abgebaut und für den Bau der Margarethenkirche in Gehrden verwendet. Auch die Kirche in Leveste und die Struckmeyersche Mühle am Höhenzug bezogen ihre Steine aus diesem Steinbruch. In vor Ort gelegenen Kalksteinen finden sich Muschelreste, insbesondere der Austernart Ostrea und einer Kammmuschelart.
Auch in der Mergelschicht des Gehrdener Berges finden sich Versteinerungen, insbesondere Belemniten, auch Donnerkeile genannt. Insbesondere in einem „Mergelkuhle“ genannten Bereich, am Westhang des Berges, sind die versteinerten Reste dieser Kopffüßer zu finden.
Im Quartär, dem Eiszeitalter, transportierten die Gletscher in die Gegend des Gehrdener Berges Gesteine, die hier ursprünglich nicht zu finden waren. Dieses fremde Geröll wird Geschiebe genannt. So findet sich in Teilen der Mergelschicht Granit, teilweise auch Findlinge aus dieser Zeit. Ebenfalls aus dieser Zeit stammt die Lössschicht um den Höhenzug, der im Bereich der Calenberger Lößbörde liegt. Fallwinde über den Gletschern, weiter im Norden, transportierten feinen Staub, der sich ablagerte und heute für die fruchtbaren Felder des Umlandes die Grundlage bildet.

Blick von Degersen nordnordostwärts zum Gehrdener Berg (2006)

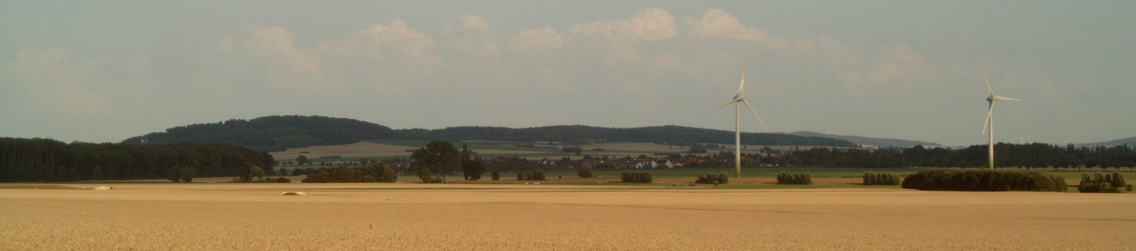
Blick von Stemmen über Leveste (mittig) hinweg südostwärts zum Gehrdener Berg (2009)

## Geschichte

### Erste Siedlungsspuren

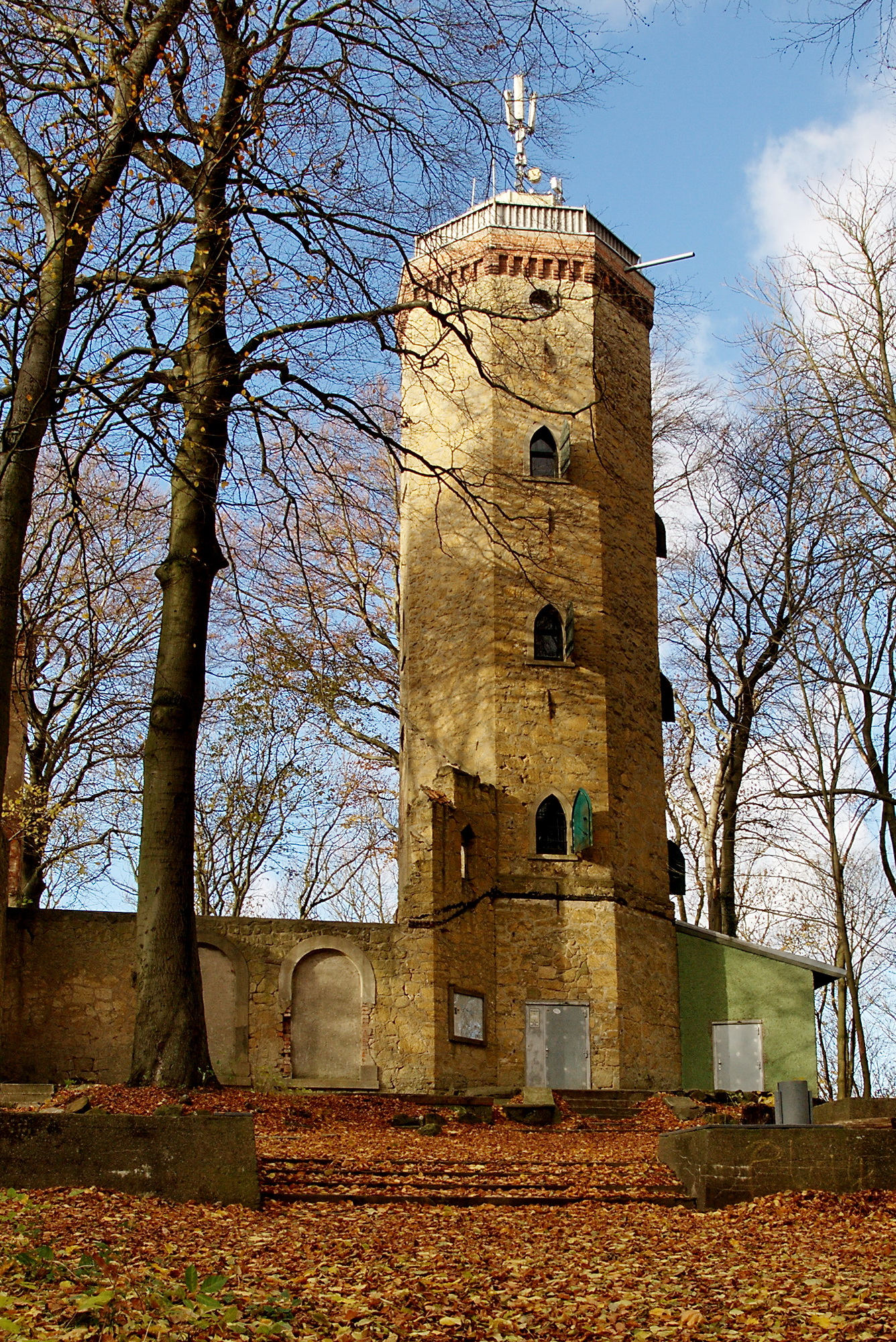
Burgbergturm von 1897/98; innerhalb der Ringwallanlage des Burgberges (2008)

Aus der Steinzeit wurden im Bereich des Gehrdener Berges vereinzelt Gegenstände wie Äxte, Gefäße und Steinwerkzeuge gefunden. Da es sich um Einzelfunde handelt, ist nicht sicher, ob bereits in der Steinzeit eine dauerhafte Besiedlung in dieser Gegend bestand. Im Jahr 1902 gab es am Rande des Höhenzuges den Schatzfund von Gehrden. Ein Maurer aus Gehrden fand beim Roden von Baumstümpfen südwestlich des Suerser Berges in einer nach Degersen gelegenen Fichtenparzelle 30 römische Silbermünzen als Denare, die zwischen 145 v. Chr. und 1 v. Chr. geprägt wurden.

### Ringwallanlage
Auf der nördlichen Kuppe des Gehrdener Berges, dem Burgberg, befindet sich eine ovale Ringwallanlage mit den Ausmaßen von 140 × 75 Metern. Archäologische Ausgrabungen in den Jahren 1931, 1933 und 2013 konnten die Entstehungszeit der Anlage nicht klären. Sie wird vorsichtig in den Zeitraum zwischen Christi Geburt und dem Frühmittelalter geschätzt. Wall und der vorgelagerter Graben sind noch heute gut in dem dicht bewaldeten Gelände sichtbar.
Innerhalb der Wallanlage wurde 1897/98 der Burgbergturm errichtet, der mit einem Ausflugslokal Anfang des 20. Jahrhunderts für erholungsuchende Bewohner aus der nahegelegenen Großstadt Hannover ein beliebtes Ausflugsziel war.

### Mittelalter und Neuzeit

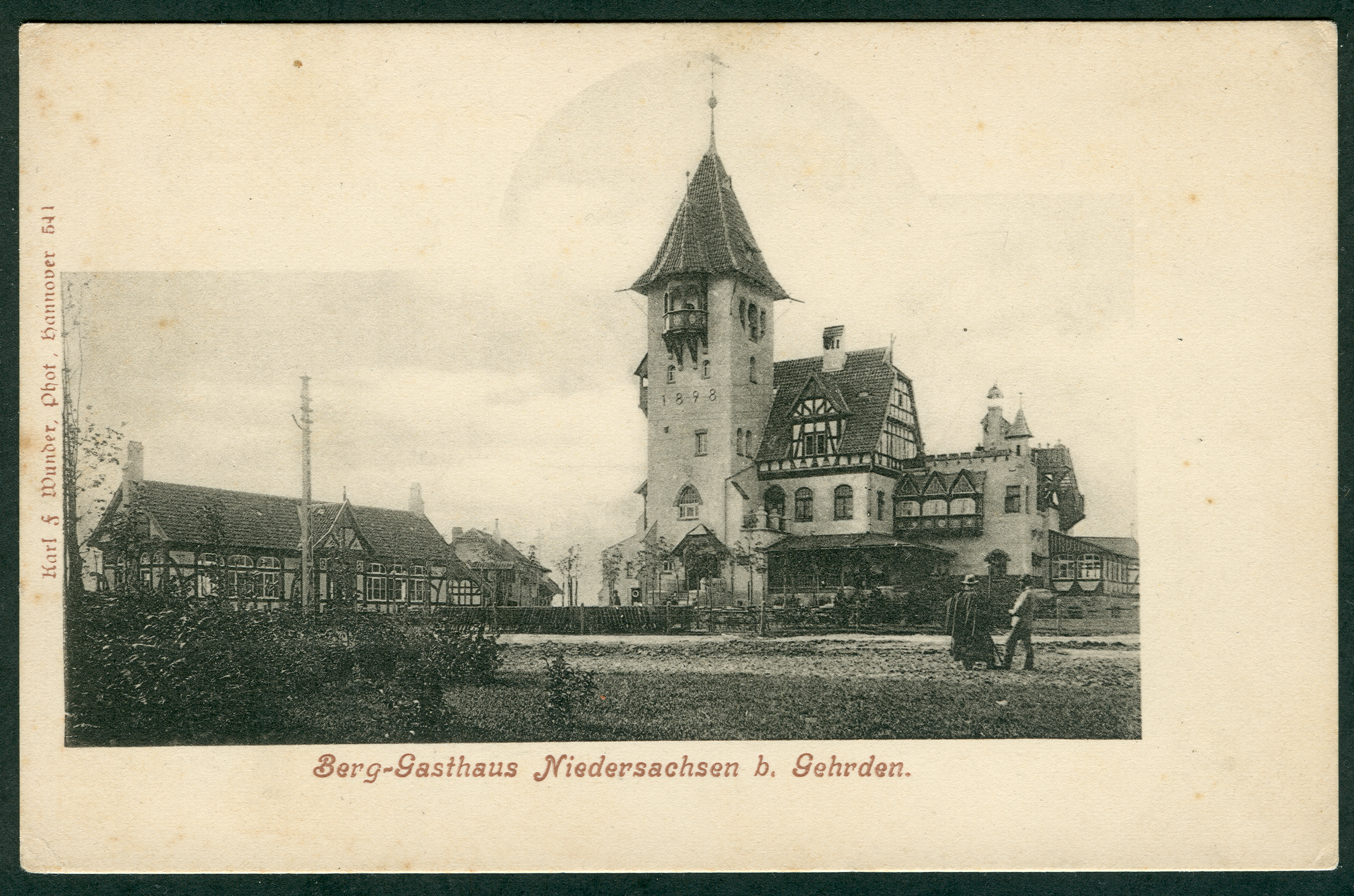
Das Berggasthaus Niedersachsen im Jahr seiner Fertigstellung (1898)

In der mittelalterlichen Rodungs- und Siedlungsphase des 9. bis 12. Jahrhunderts entstanden um den Gehrdener Berg vier Ortschaften: Gehrden, Spehr, Stehr und Südersen. Während drei Orte wüst fielen, besteht Gehrden heute noch; der Ort erhielt im Jahr 1298 den Freiheitsbrief des Grafen Adolf VI. von Schaumburg.
Ende des 19. Jahrhunderts entwickelte sich der Gehrdener Berg zu einem beliebten Ausflugsziel, insbesondere für die Bewohner des nahen Hannover. Die Besucherzahlen stiegen ab 1898 deutlich an, nachdem die Trip’sche Parkanlage angelegt und das Berggasthaus Niedersachsen eröffnet worden war. Zeitgleich erreichte der Ausbau einer Überlandstrecke der Straßenbahn Hannover Gehrden, von deren Betriebshof in Gehrden eine Stichstrecke direkt auf den Höhenzug bis zum Park und Berggasthaus führte. Die Stichstrecke wurde 1917 stillgelegt (siehe auch Geschichte der Straßenbahn Hannover, Linie 10).